# نووو کونوملادی
نووو کونوملادی (به بلغاری: Novo Konomladi) یک منطقهٔ مسکونی در بلغارستان است که در شهرستان پتریچ واقع شده‌است.
 نووو کونوملادی  ۱۷۱ نفر جمعیت دارد و ۱۵۲ متر بالاتر از سطح دریا واقع شده‌است.